# Jean McKenzie
Jean McKenzie es una jinete canadiense que compitió en la modalidad de doma. Ganó una medalla de bronce en los Juegos Panamericanos de 1967, en la prueba por equipos.

## Palmarés internacional
| Juegos Panamericanos | Juegos Panamericanos | Juegos Panamericanos | Juegos Panamericanos |
| Año                  | Lugar                | Medalla              | Categoría            |
| -------------------- | -------------------- | -------------------- | -------------------- |
| 1967                 | Winnipeg (Canadá)    | Medalla de bronce    | Por equipos          |